# NGC 4070
NGC 4070 este o astrophysical x-ray source⁠(d) situată în constelația Părul Berenicei. A fost descoperită în 27 aprilie 1785 de către William Herschel. Se află la o distanță de 105,17 megaparseci de Pământ.